# Gleison Pinto dos Santos
Gleison Pinto dos Santos (Vitória, 18 agosto 1981) è un ex calciatore brasiliano con passaporto italiano, di ruolo difensore.

## Carriera
Comincia la sua carriera nel Comercial Ribeirão Preto, club minore militante nella seconda divisione brasiliana. Nel 2000 debutta in prima squadra mettendo a seguo 2 marcature.
Nel 2002 passa all'Atalanta che lo inserisce nella formazione Primavera. Nel 2003 avviene il suo esordio nella Serie B, oltre a essere continuamente presente nella formazione giovanile: alla fine della stagione Santos totalizza 17 presenze in partite ufficiali, 11 con la casacca della Primavera e 6 con la prima squadra.
A gennaio del 2005 passa nelle file del Monza in Serie C2. Con la maglia biancorossa ottiene prima i play-off, quindi viene ripescata in Serie C1. I dirigenti brianzoli ottengono la metà del cartellino del giocatore che così rimane anche in Serie C1. Al termine della stagione successiva il Monza riscatta l'intero cartellino, quindi l'AlbinoLeffe acquista la compartecipazione del cartellino del brasiliano. Il giocatore diventa così titolare con la maglia azzurro-celeste in Serie B. Dalla stagione 2007-2008 è diventato a tutti gli effetti un tesserato a titolo definitivo per il club bergamasco.
Nell'agosto 2007 il Genoa lo acquista in compartecipazione e con la stessa formula l'anno successivo viene ceduto Reggina in cambio della compartecipazione di Giandomenico Mesto. Nell'estate 2010 Genoa e Reggina non inseriscono offerte nelle buste e quindi il calciatore rimarrà sullo in amaranto, e il 9 luglio passa in Grecia allo Skoda Xanthi. Per la stagione 2011-2012 rientra alla Reggina.
Inizia la stagione 2012-2013 di nuovo in Grecia allo Skoda Xanthi, fino ad aprile quando rimane svincolato, dove aver giocato 5 partite e segnato un gol.

## Statistiche

### Presenze e reti nei club
Statistiche aggiornate al 1º aprile 2013.
| Stagione             | Squadra              | Campionato           | Campionato | Campionato | Coppe nazionali | Coppe nazionali | Coppe nazionali | Coppe continentali | Coppe continentali | Coppe continentali | Altre coppe | Altre coppe | Altre coppe | Totale | Totale |
| Stagione             | Squadra              | Comp                 | Pres       | Reti       | Comp            | Pres            | Reti            | Comp               | Pres               | Reti               | Comp        | Pres        | Reti        | Pres   | Reti   |
| -------------------- | -------------------- | -------------------- | ---------- | ---------- | --------------- | --------------- | --------------- | ------------------ | ------------------ | ------------------ | ----------- | ----------- | ----------- | ------ | ------ |
| 1998-1999            | Comercial-SP         | B                    | 0          | 0          |                 |                 |                 | -                  | -                  | -                  | -           | -           | -           | 0      | 0      |
| 1999-2000            | Comercial-SP         | B                    | 32         | 2          |                 |                 |                 | -                  | -                  | -                  | -           | -           | -           | 32     | 2      |
| Totale Comercial-SP  | Totale Comercial-SP  | Totale Comercial-SP  | 32         | 2          |                 |                 |                 |                    |                    |                    |             |             |             | 32     | 2      |
| 2000-2001            | Vasco da Gama        | B                    | 31         | 0          |                 |                 |                 | -                  | -                  | -                  | -           | -           | -           | 31     | 0      |
| 2001                 | Vasco da Gama        | B                    | 0          | 0          |                 |                 |                 | -                  | -                  | -                  | -           | -           | -           | 0      | 0      |
| Totale Vasco da Gama | Totale Vasco da Gama | Totale Vasco da Gama | 31         | 0          |                 |                 |                 |                    |                    |                    |             |             |             | 31     | 0      |
| 2002-2003            | Atalanta             | A                    | 0          | 0          | CI              | 0               | 0               | -                  | -                  | -                  | -           | -           | -           | 0      | 0      |
| 2003-2004            | Atalanta             | B                    | 6          | 0          | CI              | 0               | 0               | -                  | -                  | -                  | -           | -           | -           | 6      | 0      |
| 2004-gen. 2005       | Atalanta             | A                    | 0          | 0          | CI              | 0               | 0               | -                  | -                  | -                  | -           | -           | -           | 0      | 0      |
| Totale Atalanta      | Totale Atalanta      | Totale Atalanta      | 6          | 0          |                 | 0               | 0               |                    |                    |                    |             |             |             | 6      | 0      |
| gen.-giu. 2005       | Monza                | C2                   | 10         | 0          | CI              | 0               | 0               | -                  | -                  | -                  | -           | -           | -           | 10     | 0      |
| 2005-2006            | Monza                | C1                   | 36         | 2          | CI              | 0               | 0               | -                  | -                  | -                  | -           | -           | -           | 36     | 2      |
| Totale Monza         | Totale Monza         | Totale Monza         | 46         | 2          |                 | 0               | 0               |                    |                    |                    |             |             |             | 46     | 2      |
| 2006-2007            | AlbinoLeffe          | B                    | 28         | 1          | CI              | 0               | 0               | -                  | -                  | -                  | -           | -           | -           | 28     | 1      |
| 2007-2008            | Genoa                | A                    | 16         | 0          | CI              | 1               | 0               | -                  | -                  | -                  | -           | -           | -           | 17     | 0      |
| 2008-2009            | Reggina              | A                    | 24         | 0          | CI              | 2               | 0               | -                  | -                  | -                  | -           | -           | -           | 26     | 0      |
| 2009-2010            | Reggina              | B                    | 12         | 0          | CI              | 0               | 0               | -                  | -                  | -                  | -           | -           | -           | 12     | 0      |
| 2010-2011            | Skoda Xanthi         | SL                   | 13         | 0          | CG              | 0               | 0               | -                  | -                  | -                  | -           | -           | -           | 13     | 0      |
| 2011-2012            | Reggina              | B                    | 0          | 0          | CI              | 0               | 0               | -                  | -                  | -                  | -           | -           | -           | 0      | 0      |
| Totale Reggina       | Totale Reggina       | Totale Reggina       | 36         | 0          |                 | 2               | 0               |                    |                    |                    |             |             |             | 38     | 0      |
| 2012-2013            | Skoda Xanthi         | SL                   | 5          | 1          | CG              | 2               | 0               | -                  | -                  | -                  | -           | -           | -           | 7      | 1      |
| Totale Skoda Xanthi  | Totale Skoda Xanthi  | Totale Skoda Xanthi  | 18         | 1          |                 | 2               | 0               |                    |                    |                    |             |             |             | 20     | 1      |
| Totale carriera      | Totale carriera      | Totale carriera      | 213        | 6          |                 | 5               | 0               |                    |                    |                    |             |             |             | 218    | 6      |